# 제임스 루이지
제임스 루이시(James Luisi, 1928년 11월 2일 ~ 2002년 6월 7일)는 미국의 농구 선수, 배우이다.
이스트할렘에서 태어났으며 로스앤젤레스에서 사망하였다. 사인은 암이다. 

## 출연 작품
- FBI 아카데미 (1988년)
- 히든 (1987년)
- 스타 80 (1983년)
- 후커와 로마노 (1982년)
- 레니게이드 (1982년)
- 살인 목격 (1980년)
- 노마 레이 (1979년)
- 킬러의 기쁨 (1978년)
- 스턴트맨의 분노 (1977년)
- 경찰 초년병 (1972년)
- 벤 (1972년)
- 타이거 메이크 아웃 (1967년)

### 텔레비전
- 낫츠 랜딩 (1979년)
- 코작 (1973년)
- 명탐정 바나비 존즈 (1973년)
- The Magical World of Disney (1982) - "Beyond Witch Mountain" 편
- 우리 생애 나날들 (1965년)
- FBI (1965년)
- 보난자 (1959년)
- 딜론 보안관 (1955년)